# Caixes de botí

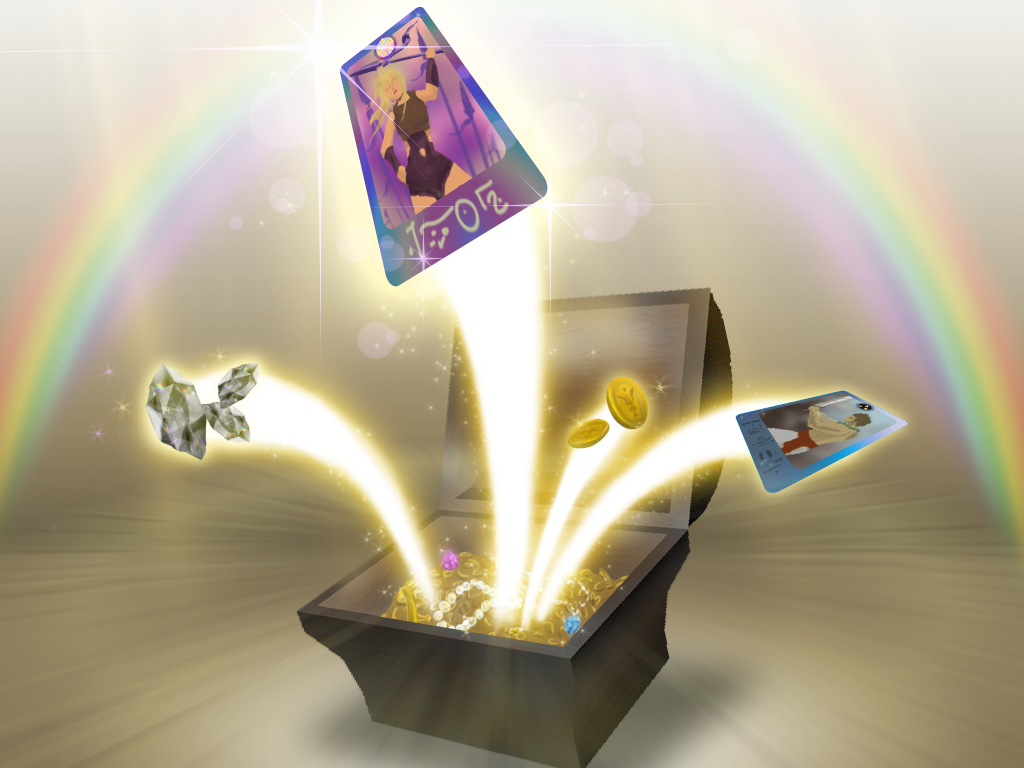
Model d'exemple d'obrir una caixa de botí en un videojoc

En el món dels videojocs, una  'loot box'  també coneguda com a loot crate o prize crate (traduït al català com «caixa de botí» o «caixa de recompensa») és un article virtual d'un joc el qual pot ser redimit per rebre una selecció aleatòria de diversos articles d'aquest joc, variant de elements simples de personalització per al propi avatar del comprador, fins equipament amb gran impacte en l'experiència del joc com a armes i armadura.
Un loot box és típicament una manera de monetització on els jugadors o bé compren directament (tant amb diners reals com a virtual guanyats en el joc) o reben aquestes caixes durant la partida com a recompensa. També cal destacar sistemes en els quals cal una clau per obrir aquestes caixes.
Loot box es podria traduir com a caixa de recompensa o de botí, aquests van ser originats en els MMO (jocs massius online de rol) i en els jocs free-to-play (gratuïts) per a plataformes mòbils.

## Aparició
La seva primera aparició data d'entre 2007 a 2010. Concretament es creu que va aparèixer en el joc gratuït xinès ZT Online (també conegut com a Zhengtu) publicat el 2007 per Zhengtu Network; des d'aquest moment es va anar estenent en gran varietat de jocs tant gratuïts com de pagament. Un dels primers jocs de pagament on a més tenies l'opció d'obrir un "sobre" amb diferents ítems del joc va ser el popular Ultimate Team de la saga FIFA. El primer d'aquesta a incorporar la manera i els sobres.
Les loot box o "caixes de botí" estan regulades sota les lleis de la Xina, el Japó, Austràlia i l'illa de Man i estan sent subjecte d'investigació pels reguladors de gambling (addicció relacionada amb els jocs d'atzar, que pot causar ludopatia) de diversos països. Han estat criticades per anar en contra del consumidor quan són implementades en jocs de pagament. També pel seu ús en els jocs pay-for-win on afecten directament l'experiència de joc i les mecàniques d'aquest.

## Polèmica
Els sistemes de lootbox es van fer més evidents amb l'aparició del famós joc Overwatch de Blizzard en 2016 i una gran quantitat de jocs en 2017 van adoptar aquest mateix sistema de gambling virtual fent que els sistemes de loot box fossin àmpliament criticats durant la segona meitat del 2017, en particular Star Wars Battlefront II arribant a aconseguir el comentari més negatiu de la història del fòrum més gran d'internet: Reddit.
Després del seu llançament, Battlefront II va rebre crítiques mixtes dels crítics. El joc va rebre crítiques generalitzades sobre l'estat de loot boxes, el que podria donar als jugadors avantatges substancials en el joc si compren loot boxes amb diners reals. Una resposta de l'equip de la comunitat d'Electronic Arts a Reddit sobre el tema es va convertir en el comentari més desfavorit en la història del lloc, i en resposta EA finalment va eliminar temporalment les microtransaccions del joc.
Durant el prellançament de la beta, el joc, publicat per EA va ser criticat pels jugadors i la premsa de jocs per la introducció dels sistemes de monetització coneguts com a "loot box", que dona als jugadors substancials avantatges a través dels elements adquirits en el joc amb diners reals tot i que aquests elements podien també ser comprats amb diners del joc, els jugadors de mitjana tenen a "grindear" aproximadament 40 hores per desbloquejar un únic personatge, com ara Darth Vader. Per respondre a la controvèrsia, els desenvolupadors han hagut d'adaptar el nombre d'objectes del joc, que el jugador rep a través de jugar el joc. No obstant això, després que el joc va entrar en prellançament un nombre de jugadors i periodistes que van rebre la còpia del prellançament del joc van reparar en diverses característiques controvertides del joc, com ara les recompenses de ser aliens a l'actuació del jugador en el joc.
El 12 de novembre de 2017, un usuari de Reddit es va queixar que tot i que va pagar $ 80 dòlars en comprar l'edició deluxe del joc, Darth Vader seguia sent inaccessible per jugar, i l'ús d'aquest personatge requereix una gran quantitat de crèdits de joc. Es necessitarien 40 hores de joc per acumular suficients crèdits per desbloquejar un sol heroi. En resposta a la comunitat del joc, EA's Community Team va defensar els polèmics canvis dient que la seva intenció al fer que els usuaris haguessin de guanyar crèdits per desbloquejar herois era donar als usuaris un sentit "d'orgull i satisfacció" després de desbloquejar un heroi. Això va fer que molts usuaris de Reddit se sentissin frustrats per la resposta, el que va generar més de 670.000 vots negatius, convertint-se en el comentari amb més vots negatius en la història de la plataforma. En resposta a la comunitat de la indignació, EA va reduir el cost dels crèdits per desbloquejar herois en un 75%. Els crèdits de recompensa per completar la campanya també es van reduir. EA va retirar temporalment les microtransaccions per la gran allau de queixes dels usuaris.

## Disseny i motivació
L'obertura d'una caixa de botí d'Overwatch. Elements com ara el moviment de la caixa, els discos voladors amb raresa indicats pel color i l'última revelació, estan dissenyats per augmentar l'atractiu d'aconseguir més caixes de botí. Una vegada que finalitza el procés, se li presenta al jugador un botó per portar-lo a la botiga i comprar més caixes ...Una "loot box" es pot nomenar de diverses formes, normalment relacionades al tipus de joc on es mostren. Una "loot box", "loot crate" o "Lockbox" és utilitzat normalment als jocs de trets per obtenir nou equipament tant estètic com d'inventari (armes, avantatges ...). En els jocs de cartes digitals se sol usar el terme "booster pack" seguit de Collectible card game roots.
El terme motivació prové del llatí motivus o motus, que significa 'causa del moviment', és a dir, allò que impulsa una persona a dirigir la seva conducta cap a un determinat objectiu. Aquest objectiu pot iniciar, mantenir o abandonar una acció.
La motivació té la seva arrel en el principi del benestar, que com ja es deia en el corrent filosòfic de l'utilitarisme, fundat per Bentham i desenvolupat per Stuart Mill i John Locke, l'home busca minimitzar el dolor físic / psicològic i maximitzar el plaer, no entès com un plaer purament sensorial i hedònista, sinó un plaer psicològic, associat a la tranquil·litat de la ment. És completament subjectiu, no tots tenim el mateix principi de plaer, el defineix cadascun, per aquest motiu és important fer targeting quan es dissenyen jocs.
Existeixen més teories sobre la motivació, entre elles es troba Maslow, que després d'estudiar les necessitats dels humans, va establir una jerarquia en forma de piràmide sobre aquestes necessitats. Les que es troben a la part inferior, a la base de la piràmide, es denominen necessitats de dèficit, són més de caràcter animal, com són les fisiològiques (respirar, menjar, dormir, beure) i les de seguretat (corporal, de recursos, etc.). Per sobre trobem les necessitats de ser, més humanes, com són les necessitats de relació, amoroses, d'autoestima, respecte, etc. Dalt de tot trobem la filantropia.
Aquesta piràmide es pot extrapolar al món del videojoc on d'una manera virtual el jugador s'haurà de preocupar per cobrir les necessitats de dèficit en jocs com Minecraft o Dayz on, si no aconsegueix menjar el seu personatge, es pot morir de fam i també en altres jocs haurà de descansar o buscar un refugi o llar. En aquests jocs més realistes (simuladors) trobem necessitats de dèficit però no en la majoria de jocs.
Per exemple en jocs més casuals com el Clash Royale el jugador sí que tindrà necessitats de progressar i millorar, socialitzar-se amb una altra gent, aconseguir recompenses o assoliments i fins i tot crear els seus propis malls de cartes. Totes aquestes necessitats seran cobertes de forma progressiva a mesura que el jugador avança en el joc.
En el moment en què vam començar a jugar a Clash Royale, estarem motivats de manera intrínseca a jugar al joc, és a dir, el jugarem pel plaer que ens dona la mateixa activitat, i no esperarem cap recompensa a canvi. A mesura que avancem i sobretot quan portem més de mig any jugant-, el joc es tornarà monòton i la majoria de les partides que farem estaran motivades per la recompensa que ens donaran a l'acabar-guanyant, que en aquest cas serà un cofre, passarem a estar motivats de manera extrínseca, amb càstigs i recompenses.
Aquí és on entren les anomenades "loot box" o caixes de botí. El joc està dissenyat per a provocar-nos la necessitat de guanyar les suficients batalles per aconseguir els cofres però el que molta gent no veu és que encara que al principi pot semblar que el contingut dels cofres sigui aleatòria està totalment calculat per intentar evitar que el jugador desinstal·li el joc.
Això podríem dividir-lo amb una línia on l'interès pel joc està al màxim i va disminuint. L'algoritme del joc està dissenyat per augmentar la satisfacció de la recompensa a mesura que es va perdent l'interès. Fins a arribar a un punt on el jugador es vegi frustrat i decideixi o aguantar i seguir jugant o decantar-se per gastar diners per obrir cofres. Això ho podríem relacionar amb la piràmide de Maslow on el jugador busca el reconeixement i poder ser millor que els altres. L'opció dels cofres se li planteja com una manera d'avançar més ràpidament que els altres. De fet ha arribat a tal extrem que l'empresa Supercell ja sap que si treu un nou nivell o una nova carta una part dels jugadors es gastarà diners per no quedar enrere dels altres, tenen aquesta necessitat psicològica de competència, una motivació extrínsica que vol aconseguir un resultat: conservar el seu rànquing dins el top mundial.
Els lootbox no són res més que el mitjà per aconseguir-ho. En aquest joc en particular es pot arribar a entendre en tractar-se d'un free-to-play per a plataformes mòbils i ni que segueix sent un sistema de gambling no arriba a afectar les mecàniques del joc perquè el seu sistema de matchmaking sempre intenta aparellar-te amb oponents similars pel que fa a les tropes.